# Ambassade d'Éthiopie en Allemagne

L'ambassade d'Éthiopie à Berlin est la représentation diplomatique de l'Éthiopie en Allemagne. Le bâtiment de l'ambassade est situé au Boothstraße 20a dans le quartier berlinois de Lichterfelde du quartier Steglitz-Zehlendorf. Ambassadeur depuis le 11 juin 2019 Mulu Solomon Bezuneh.

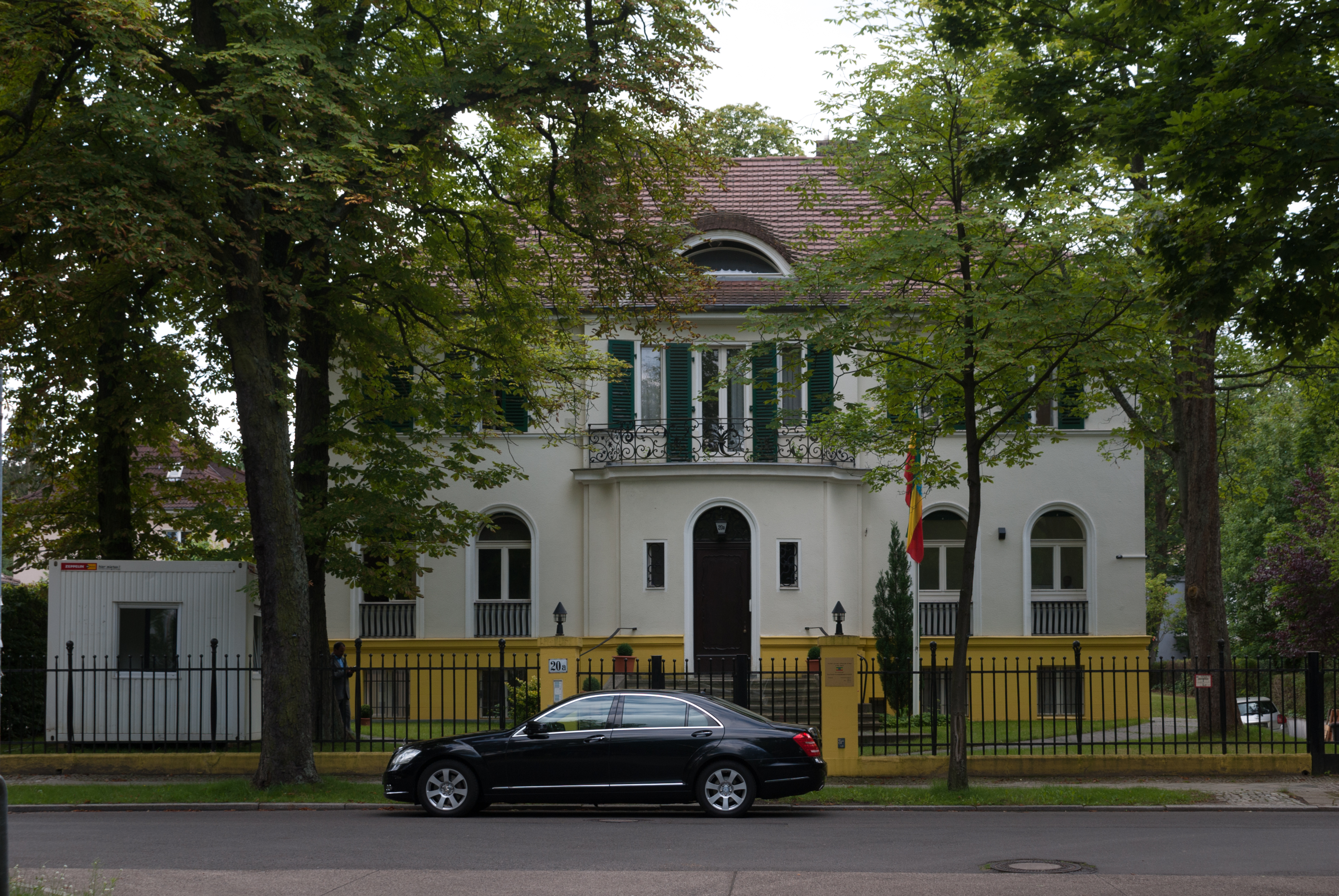
Ambassade d'Éthiopie à Berlin-Lichterfelde

## Histoire
Des relations bilatérales existaient déjà entre l'Empire allemand et l'Empire d'Abyssinie en 1905. En 1954, l'ambassade d'Éthiopie à Paris et le ministère des Affaires étrangères à Bonn ont convenu qu'un bâtiment approprié serait mis à la disposition du gouvernement éthiopien au siège du gouvernement fédéral d'Allemagne en tant que chancellerie et bureau du chef de mission. En échange, la République fédérale d'Allemagne a reçu les biens de l'ancienne légation allemande à Addis-Abeba pour les exploiter à des fins diplomatiques. En RDA, l'Éthiopie avait sa propre ambassade à Arnold-Zweig-Strasse 10. Après la réunification allemande, un nouvel emplacement d'ambassade approprié a été recherché avec le gouvernement fédéral à Berlin. Une propriété avec une villa dans le quartier de Lichterfelde a été choisie comme bureau de l'ambassade.

## Histoire du bâtiment
Le bâtiment de l'ambassade a été construit entre 1936 et 1937 selon les plans de l'architecte berlinois Otto Ortel. La villa a été construite sous l'apparence d'une villa de campagne et a été utilisée après la Seconde Guerre mondiale comme bâtiment du commandant de la puissance occupante américaine.
Les premiers projets d'agrandissement de l'ambassade datent de 1997. En novembre 2002, l'architecte berlinois Jakob Lehrecke a été chargé de planifier une extension. Le bâtiment est un monument classé.

## Architecture
Le bâtiment est relativement simple et petit. Il a un haut toit mansardé. Le large escalier et le porche oscillant en risalit donnent de l'élégance à la villa de l'ambassade. La villa est simple dans le style des années 1930, la façade semble en blocs.
Un foyer se connectant directement au portail principal. Ceci est meublé avec des meubles sculptés typiques de l'Ethiopie. Le rez-de-chaussée et le premier étage sont à usage de bureaux, le dernier étage a été aménagé en appartement.
L'extension consiste en une structure indépendante dans le jardin de la propriété. Celle-ci est reliée à la véranda de la maison principale par une arcade fermée. La façade de l'extension est ouverte par deux grandes baies vitrées. Ceux-ci sont entourés par trois bandes murales étroites. L'un d'eux occupe l'arcade.
Sur le côté gauche de l'extension, il y a un hall ouvert à deux étages, sur le côté droit, il y a des bureaux.

## littérature
- Kerstin Englert, Jürgen Tietz : Ambassades à Berlin. frères Mann Verlag, Berlin 2003,  (ISBN 3-7861-2472-8), p. 290

## liens web
- Site de l'ambassade d'Éthiopie à Berlin